# Чемпионат Европы по биатлону 2019
Открытый чемпионат Европы по биатлону 2019 года (англ. IBU Open European Championships 2019) проходил с 20 февраля по 24 февраля 2019 года в расположенном в 20 км центра столицы Беларуси Минска Республиканском центре олимпийской подготовки по зимним видам спорта «Раубичи». В 1998 и 2004 годах чемпионат также проходил в Минске. Кроме этого, «Раубичи» принимали 4 чемпионата мира по биатлону. Биатлонная трасса расположена на высоте 202 метров над уровнем моря.
В чемпионате принимали участие 32 национальных сборных, в том числе сборные США, Канады, Китая, Австралии. Победитель общего медального зачёта сборная Швеции не принимала участия в гонках преследования, покинув чемпионат за день до его окончания. Было разыграно 8 комплектов медалей: по две в спринте, преследовании и индивидуальных гонках и по одной в смешанной и одиночной смешанной эстафете.

## Общий медальный зачет
| Место | Страна   | 1 | 2 | 3 | Всего |
| ----- | -------- | - | - | - | ----- |
| 1     | Швеция   | 3 | 2 | 1 | 6     |
| 2     | Россия   | 2 | 2 | 1 | 5     |
| 3     | Норвегия | 2 | 1 | 2 | 5     |
| 4     | Болгария | 1 | 0 | 0 | 1     |
| 5     | Беларусь | 0 | 1 | 2 | 3     |
| 6     | Германия | 0 | 1 | 1 | 2     |
| 7     | Украина  | 0 | 1 | 0 | 1     |
| 8     | Франция  | 0 | 0 | 1 | 1     |
| Всего |          | 8 | 8 | 8 | 24    |

## Результаты гонок чемпионата
| Гонка                                                                                     | Мужчины | Женщины |
| ----------------------------------------------------------------------------------------- | --- | --- |
| Индивидуальная гонка 1. 20 февраля 2019 Мужчины: 20 км 2. 20 февраля 2019 Женщины: 15 км  | 1. Красимир Анев 53:18.1 (0+1+0+0) 2. Тарьей Бё +3.7 (0+0+1+2) 3. Эндре Стрёмсхейм +11.1 (0+1+0+1) 4. Ондржей Моравец +22.4 (2) 5. Матвей Елисеев +1:29.5 (4) 6. Кароль Домбровский +2:16.5 (2) 7. Маттиас Дорфер +2:17.1 (3) 8. Филипп Хорн +2:34.0 (5) 9. Сергей Семёнов +2:37.0 (4) 10. Александр Фьельд Андерсен +2:41.9 (3) Финишный протокол | 1. Ханна Эберг 48:13.1 (0+1+1+1) 2. Юлия Журавок +32.3 (0+1+0+0) 3. Ирина Кривко +41.5 (0+0+1+1) 4. Надин Хорхлер +1:15.0 (3) 5. Янина Хеттих +1:50.6 (3) 6. Виктория Сливко +2:04.9 (3) 7. Хлоя Шевалье +2:17.1 (4) 8. Софи Шово +2:38.5 (2) 9. Рагнхильд Фемстейневик +3:06.9 (3) 10. Анна Вайдель +3:10.1 (4) Финишный протокол                                     |
| Спринт 1. 23 февраля 2019 Мужчины: 10 км 2. 23 февраля 2019 Женщины: 7,5 км               | 1. Тарьей Бё 21:40.1 (1+0) 2. Йеспер Нелин +10.6 (0+0) 3. Дмитрий Малышко +35.2 (0+0) 4. Аристид Бегу +35.6 (0+0) 5. Сергей Бочарников +44.0 (0+1) 6. Владимир Илиев +45.4 (0+0) 7. Ондржей Моравец +46.4 (0+0) 8. Андрей Расторгуев +46.6 (0+1) 9. Мартин Понсилуома +47.6 (0+1) 10. Ховард Богетвейт +50.2 (0+1) Финишный протокол               | 1. Мона Брурссон 19:37.4 (0+0) 2. Екатерина Юрлова-Перхт +37.5 (0+1) 3. Ханна Эберг +45.6 (0+2) 4. Светлана Миронова +46.1 (0+1) 5. Каролин Оффигстад Кноттен +48.4 (0+0) 6. Фабьенн Хартвегер +1:06.6 (0+0) 7. Магдалена Гвиздонь +1:08.8 (0+1) 8. Анастасия Меркушина +1:12.4 (1+0) 9. Ида Лиен +1:12.9 (0+0) 10. Эмили Дрейссигакер +1:16.1 (0+1) Финишный протокол |
| Гонка преследования 1. 24 февраля 2019 Мужчины: 12,5 км 2. 24 февраля 2019 Женщины: 10 км | 1. Тарьей Бё 21:10.3 (0+0+0+1) 2. Матвей Елисеев +28.5 (0+0+0+1) 3. Ховард Богетвейт +54.2 (0+0+0+1) 4. Сергей Бочарников +1:04.1 (2) 5. Андрей Расторгуев +1:13.2 (3) 6. Дмитрий Малышко +1:17.2 (2) 7. Антон Смольский +1:32.7 (2) 8. Флоран Клод +1:32.8 (1) 9. Владимир Илиев +1:43.7 (3) 10. Маттиас Дорфер +1:54.4 (2) Финишный протокол     | 1. Екатерина Юрлова-Перхт 27:43.4 (0+0+0+1) 2. Ирина Кривко +37.5 (0+1+0+0) 3. Надин Хорхлер +49.4 (0+0+1+0) 4. Дуня Здоуц +50.8 (1) 5. Каролин Оффигстад Кноттен +55.9 (2) 6. Евгения Павлова +57.0 (0) 7. Ида Лиен +1:14.4 (2) 8. Анастасия Меркушина +1:16.8 (3) 9. Эмили Дрейссигакер +1:26.6 (2) 10. Светлана Миронова +1:33.2 (5) Финишный протокол              |
| Одиночная смешанная эстафета 1. 21 февраля 2019 Женщины + Мужчины: 2×3 + 2×3,75 км        | 1. Россия 36:30.0 (1+9) (Евгения Павлова, Дмитрий Малышко) 2. Швеция +20.6 (0+6) (Анна Магнуссон, Йеспер Нелин) 3. Франция +29.0 (0+6) (Лу Жанмонно Лоран, Аристид Бегу) Финишный протокол | 1. Россия 36:30.0 (1+9) (Евгения Павлова, Дмитрий Малышко) 2. Швеция +20.6 (0+6) (Анна Магнуссон, Йеспер Нелин) 3. Франция +29.0 (0+6) (Лу Жанмонно Лоран, Аристид Бегу) Финишный протокол |
| Смешанная эстафета 1. 21 февраля 2019 Женщины + Мужчины: 2х6 + 2х7,5 км                   | 1. Швеция 1:05:16.0 (0+8) (Эмма Нильссон, Мона Брурссон, Мартин Понсилуома, Себастьян Самуэльссон) 2. Германия +17.7 (0+6) (Надин Хорхлер, Янина Хеттих, Лукас Фратцшер, Филипп Хорн) 3. Беларусь +29.8 (0+6) (Динара Алимбекова, Анна Сола, Роман Елётнов, Сергей Бочарников) Финишный протокол                                                   | 1. Швеция 1:05:16.0 (0+8) (Эмма Нильссон, Мона Брурссон, Мартин Понсилуома, Себастьян Самуэльссон) 2. Германия +17.7 (0+6) (Надин Хорхлер, Янина Хеттих, Лукас Фратцшер, Филипп Хорн) 3. Беларусь +29.8 (0+6) (Динара Алимбекова, Анна Сола, Роман Елётнов, Сергей Бочарников) Финишный протокол                                                                       |